# Angera
Angera je italská obec v provincii Varese v oblasti Lombardie. Obec leží na břehu jezera Lago Maggiore.
K 31. prosinci 2011 zde žilo 5 683 obyvatel.

## Sousední obce
Arona (NO), Cadrezzate, Dormelletto (NO), Ispra, Meina (NO), Ranco, Sesto Calende, Taino